# Asiatisk jättebålgeting
Asiatisk jättebålgeting (Vespa mandarinia) är en getingart som beskrevs av Frederick Smith 1852. Arten ingår i släktet bålgetingar och familjen getingar.

## Beskrivning
Asiatisk jättebålgeting betraktas som världens största getingart. Drottningen har en vingbredd på mer än 76 mm och en kroppslängd som kan överstiga 50 mm. Hanar och arbetare är mindre, med kroppslängder på mellan 35 och 39 mm. Huvudet är brett och ljust orangegult med mellan- till mörkbruna antenner och mörkbruna till svarta ögon. Käkarna är stora och mörkt orangefärgade. Mellankroppen är mörkbrun med gråaktiga vingar. Bakkroppen är mörkbrun med smala, gula band baktill på varje tergit (ovansidans segment) utom det sjätte (bakersta hos honorna), som är helt och hållet gult. Gadden kan bli upptill 6 mm lång.

## Utbredning
Arten lever naturligt i de sydöstliga delarna av Ryska fjärran östern, Kina, Korea, Japan, Taiwan, Indokina samt i delar av Sydasien (Nepal, Indien och Sri Lanka). Jättebålgetingen har på senare tid spridits till Nordamerika där den betraktas som en invasiv art.

## Underarter
Tre underarter erkänns sedan 2012. Fram till 1997 ansågs det finnas en fjärde underart, Vespa mandarinia japonica, men idag betraktas den taxonomiskt som en variant av Vespa mandarinia mandarinia snarare än en faktisk underart.
- Vespa mandarinia mandarinia
- Vespa mandarinia magnifica
- Vespa mandarinia nobilis

## Ekologi
Den asiatiska jättebålgetingen förekommer i lägre berg och skogar, men undviker slättmark och alltför höga höjder. Arten är en långflygare, och rör sig ofta 1 till 2 km från boet, i undantagsfall upp till 8 km. Arten har få fiender, men det förekommer att bivråkar attackerar bona.

### Boet och drottningen
På våren bygger den övervintrande, parade drottningen ett underjordiskt pappersbo i gamla gnagarbon eller bland murkna tallrötter på ett djup mellan 6 och 60 cm. I detta lägger hon en första kull av omkring 40 ägg, som kommer att bli de första arbetarna. Utvecklingstiden från ägg till vuxen arbetare är omkring 40 dagar. Efter ett tag är boet 50 till 60 cm i diameter och har 4 till 7 (vanligen 5 till 6) våningar. Som mest kan drottningen producera en avkomma på 25 000 individer under en säsong; genomsnittet ligger på ungefär 10 000. Mot hösten lägger drottningen ägg som producerar könsdjur, det vill säga nya drottningar (från befruktade ägg) och hanar (från obefruktade). Dessa parar sig, och de unga drottningarna övervintrar, medan resten av kolonin dör.

### Jakt och föda
Den asiatiska jättebålgetingen fångar i huvudsak andra insekter som blir föda åt larverna, som bin, andra getingarter och bönsyrsor. Bytet tuggas sönder till en gröt, som larverna matas med. I gengäld producerar larverna en klar, proteinrik utsöndring, som arbetarna äter. Förutom denna utsöndring, lever de vuxna djuren av sav, speciellt från ekar, och söta, mjukskaliga frukter.
En, ibland två till tre asiatiska jättebålgetingar brukar flyga tillsammans som spejare. Hittar de till exempel en koloni med bin, markeras stället med feromoner som lockar dit andra getingar vilka tillsammans går till attack. Det östasiatiska biet har emellertid utvecklat en effektiv skyddsstategi mot denna och andra rovgetingar. När spejare kommer attackeras de omedelbart av en svärm honungsbin som omger dem och börjar vibrera sina flygmuskler på samma sätt som de gör när de ska värma kupan under kalla dagar. På så sätt ökar temperaturen till 45–46° och spejarna dör. Bina själva tål högre temperaturer och påverkas inte.

## Förhållande till människor
Getingarna är mycket giftiga. För en människa är giftet dödligt om man får många stick, och dödsfall rapporteras periodvis i Kina och Japan. Människor som får allergiska besvär till följd av getingstick löper särskilt stor risk att hamna i anafylaktisk chock. Giftet innehåller en typ av peptid som är vanligt förekommande i just getingar, mastoparan, som kan lösa upp vävnader. Det innehåller också en för asiatisk jättebålgeting specifik typ av nervgift, kallat mandaratoxin. Giftet kan orsaka skador på den stucknes lever och njurar och vanliga dödsorsaker är multipel organsvikt och hjärtstillestånd.